# Marcela Páez
Marcela Paéz (Ciudad de México; 5 de junio de 1964) es una actriz de televisión y doblaje mexicana.
Conocida por su papel de Rita Moreno de Linares en la teleserie de 1998 llamada El diario de Daniela, en donde se visibiliza el maltrato y violencia de género; es una actriz que ha hecho carrera en Televisa con productores como Rosy Ocampo y Carlos Moreno Laguillo, su última telenovela que hizo fue en A que no me dejas dando vida a Soledad, recientemente regresó a Televisa pero no como actriz sino como directora de escenas en los nuevos capítulos del unitario La rosa de Guadalupe.

## Filmografía

### Telenovelas
| Año       | Título                   | Papel                      |
| --------- | ------------------------ | -------------------------- |
| 2015-2016 | A que no me dejas        | Soledad                    |
| 2014-2015 | Mi corazón es tuyo       | María                      |
| 2013      | Corazón indomable        | Monique                    |
| 2012      | Por ella soy Eva         | Recepcionista              |
| 2011-2012 | Una familia con suerte   | Carla de Velázquez         |
| 2010-2011 | Llena de amor            | Consuelo                   |
| 2008-2009 | Alma de hierro           | Olivia Martínez de Hierro  |
| 2005      | Sueños y caramelos       | Maestra Ana                |
| 2004      | Corazones al límite      | Gabriela Tovar de Madrigal |
| 2002      | ¡Vivan los niños!        | Constanza de la Borbolla   |
| 2001      | María Belén              | Claudia del Río            |
| 2000      | Rayito de luz            | Mirna López                |
| 2000      | ¡Amigos x siempre!       | Isabel Gamba de Egurrola   |
| 1998      | El diario de Daniela     | Rita Moreno de Corona      |
| 1997-1998 | Huracán                  | Maribel Solares de Medina  |
| 1996      | Canción de amor          | Sylvia                     |
| 1992      | La sonrisa del diablo    | Laura San Román            |
| 1991      | Alcanzar una estrella II | Irene de De la Fuente      |
| 1991      | Cadenas de amargura      | Angélica Sepúlveda         |
| 1990      | Alcanzar una estrella    | Irene de De la Fuente      |
| 1989      | Lo blanco y lo negro     | Alicia de Castro           |
| 1988      | Dos vidas                | Vera                       |
| 1987      | Pobre señorita Limantour | Luz María                  |
| 1986      | El engaño                | Adela Sánchez              |

#### Series de televisión
| Año             | Título                       | Papel                                        |
| --------------- | ---------------------------- | -------------------------------------------- |
| 2011-2012; 2025 | La rosa de Guadalupe         | Varios roles y dirección escénica desde 2025 |
| 2011-2016       | Como dice el dicho           | Varios roles                                 |
| 2009            | Mujeres asesinas             | Mrs. Ortega                                  |
| 1989-2006       | Mujer, casos de la vida real | Various roles                                |

## Premios y nominaciones

### Premio TVyNovelas
| Año  | Categoría              | Telenovela            | Resultado |
| ---- | ---------------------- | --------------------- | --------- |
| 1991 | Mejor actriz coestelar | Alcanzar una estrella | Nominada  |